# Le Lombard
Pour les articles homonymes, voir Le Lombard (homonymie).
Le Lombard (les Éditions du Lombard jusqu'en 1989) est une maison d'édition belge de bandes dessinées, fondée en 1946 par Raymond Leblanc en vue d'assurer la diffusion et la vente en kiosques du journal Tintin, un hebdomadaire destiné à la jeunesse, ainsi que les albums de bande dessinée reprenant les séries parues auparavant dans le journal. Depuis 1986, Le Lombard fait partie du groupe Média Participations, au même titre actuellement que les éditions Dargaud et Dupuis, chacune de ces maisons gardant sa totale indépendance éditoriale.

## Historique
Le 26 septembre 1946, les Éditions du Lombard sont officiellement lancées pour assurer la diffusion et la vente du journal de Tintin, hebdomadaire de bandes dessinées créé à l’initiative de l’éditeur Raymond Leblanc en collaboration avec les auteurs-dessinateurs Hergé (Tintin), Edgar P. Jacobs (Blake et Mortimer), Paul Cuvelier (Corentin) et Jacques Laudy (Hassan et Kaddour). Elles serviront également à commercialiser les albums de bande dessinée reprenant les séries parues auparavant dans le journal.
De 1968 à 1978, les  Éditions du Lombard publient le trimestriel Tintin Sélection ; de 1978 à 1987, ce périodique de BD est suivi par Super Tintin.
De 1986, date à laquelle il cède l’entreprise au groupe Ampère (qui devient Média Participations),, jusqu’à son décès en 2008, Raymond Leblanc reste le président d’honneur des éditions qu’il a fondées.
Le 29 septembre 1988, le journal Tintin cesse de paraître, les ayants droit d'Hergé, détenteurs du nom de Tintin, ayant décidé de lancer sans Les Éditions du Lombard un nouveau journal, Tintin reporter, qui disparaît cependant au bout de quelques mois, faute de succès.
Du 26 septembre 1989 au 30 juin 1993, Le Lombard publie l’hebdomadaire Hello Bédé destiné à remplacer le journal Tintin.
En 2006, d'après Les Échos, Le Lombard représente « 8,5 % du marché de la bande dessinée francophone (7,35 % en France) avec seulement 2,5 % de la production totale du secteur ».
En 2015, Le Lombard s'est joint à 12 autres acteurs du monde de l'édition pour fonder Europe Comics, un projet co-financé par le programme Creative Europe (en) de la Commission Européenne.
Aujourd’hui, Le Lombard publie une centaine d’albums chaque année.
Outre les séries nées au Lombard, mais à présent représentées par d'autres éditeurs (Blake et Mortimer, Dan Cooper, Michel Vaillant, Ric Hochet, etc.), le catalogue de cet éditeur compte des séries aussi renommées que Oumpah-Pah, Corentin, Modeste et Pompon, Les Aventures de Chick Bill, Chlorophylle, Clifton, Yakari, Aria, Jonathan, Thorgal, Lefranc, Simon du Fleuve, Buddy Longway, Bernard Prince, Cubitus, L'Élève Ducobu, IR$, ou encore Léonard.

## La maison d'édition
Les Éditions du Lombard sont bien connues des collectionneurs pour leurs séries d'albums au dos toilé et à la quatrième de couverture « à la peau d'ours » ou « en damier » : la « Collection du Lombard ».
D’abord situées près de la célèbre Grand-Place de Bruxelles, au 55, puis au 24 de la rue du Lombard (d’où leur nom), elles occupent depuis juillet 1958, un immeuble de 8 étages surnommé « l'immeuble Tintin ». Érigé 7, avenue Paul-Henri Spaak, dans le quartier de la Gare de Bruxelles-Midi, il est surmonté d’une enseigne géante à l’effigie de Tintin et Milou désormais classée au patrimoine culturel de la Région de Bruxelles-Capitale par la Commission des Monuments et des Sites.
Sur une face aveugle de l'immeuble, une toile peinte due à Johan De Moor représentait également la plupart des héros de la BD franco-belge. À la suite de la rénovation du bâtiment, elle a été déplacée non loin de là, au-dessus de l'entrée de la Gare de Bruxelles-Midi située au 48B avenue Fonsny.

Vues de l'« immeuble Tintin »
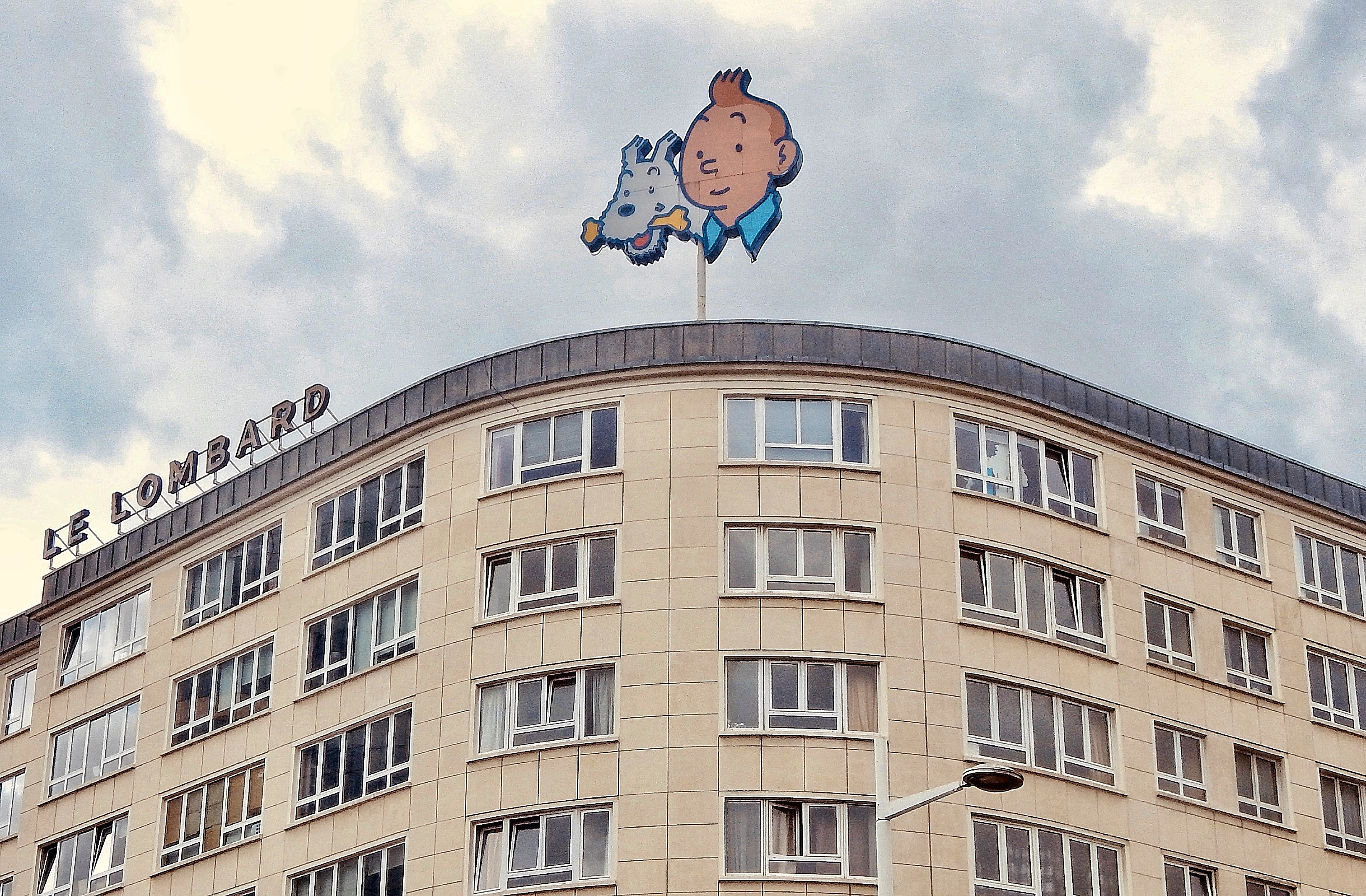
L'enseigne lumineuse géante à l’effigie de Tintin et Milou.
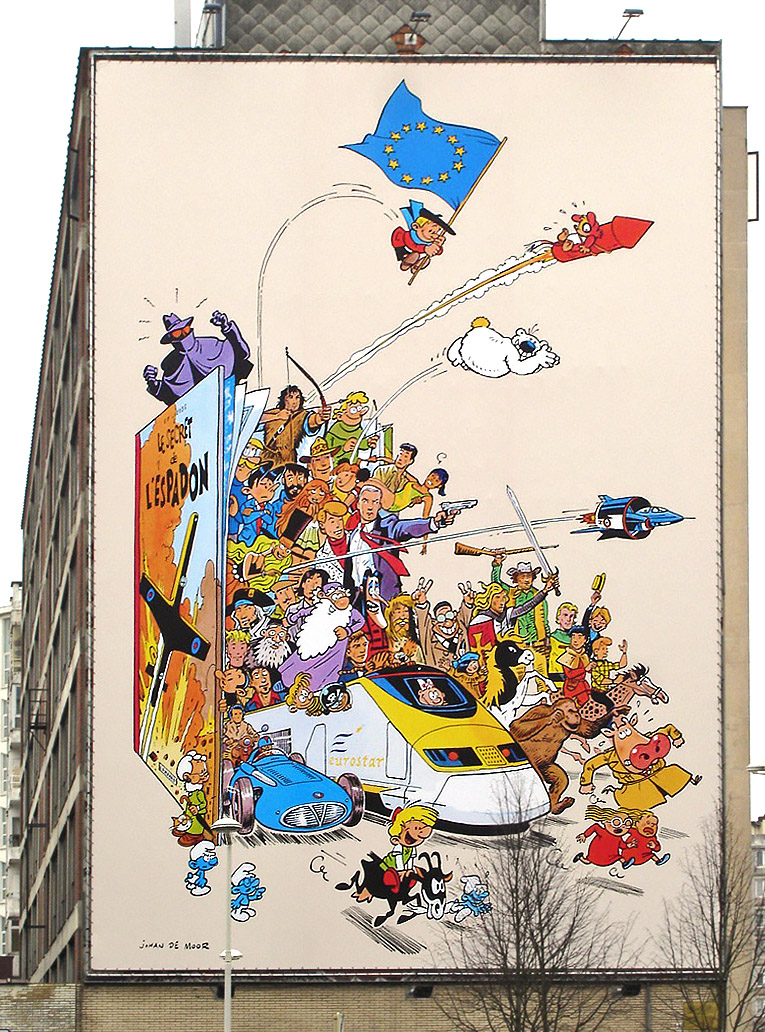
La toile peinte, due à Johan De Moor.

### Identité visuelle (logo)

Logo avant 1986.
De 1986 à 2010.
Logo à partir de 2010.

## Collections
| Titre de la collection           | Début | Fin | Fin  | Remarques                                                                          |
| Titre de la collection           | Date  | No  | Date | Remarques                                                                          |
| -------------------------------- | ----- | --- | ---- | ---------------------------------------------------------------------------------- |
| Collection du Lombard            | 1950  | 64  | 2016 | Liste des numéros de la collection Liste des numéros de la collection (autre site) |
| Jeune Europe                     | 1960  | 115 | 1977 | Liste des numéros de la collection Liste des numéros de la collection (autre site) |
| Une Histoire du Journal Tintin   | 1964  | 36  | 1977 | Liste des numéros de la collection Liste des numéros de la collection (autre site) |
| Vedette                          | 1970  | 50  | 1977 | Liste des numéros de la collection Liste des numéros de la collection (autre site) |
| Verte                            | 1978  | ?   | 1989 | Liste des numéros de la collection                                                 |
| Histoires de l'Histoire          | 1980  | ?   | 1985 | Liste des numéros de la collection                                                 |
| Phylactère                       | 1981  | ?   | 1987 | Liste des numéros de la collection                                                 |
| Histoires et Légendes            | 1981  | ?   | 1992 | Liste des numéros de la collection                                                 |
| Bédingue                         | 1983  | ?   | 1986 |                                                                                    |
| Bédéchouette                     | 1985  | ?   | 1987 |                                                                                    |
| Nos Auteurs                      | 1986  | ?   | 2016 |                                                                                    |
| Sur les pas de vos héros         | 1993  | ?   | 1997 |                                                                                    |
| Classiques du Rire               | 1998  | ?   | 1999 | Liste des numéros de la collection                                                 |
| Signé                            | 1988  | 48  | 2016 | Liste des numéros de la collection                                                 |
| Troisième degré                  | 2001  | ?   | 2006 |                                                                                    |
| Troisième vague                  | 1999  | ?   | 2016 | Liste des numéros de la collection                                                 |
| Petits Délires                   | 2003  | ?   | 2005 |                                                                                    |
| Polyptyque                       | 2004  | ?   | 2007 |                                                                                    |
| Intégrales                       | 2001  | ?   | 2016 |                                                                                    |
| Millésime                        | 2006  | ?   | 2009 |                                                                                    |
| La petite bédéthèque des savoirs | 2016  | 12  | ?    |                                                                                    |
| La BD des 7 à 77 ans             | ?     | ?   | ?    |                                                                                    |

### Documentation
Essais
- Hugues Dayez, Le Duel Tintin-Spirou, Éditions Luc Pire, 1997.
- Dominique Maricq, Le Journal Tintin : les coulisses d'une aventure, Éditions Moulinsart, 2006.
- Alain S. Lerman, Encyclopédie historique du journal Tintin, Chez l'Auteur, 2012.
- Jacques Pessis (préf. Philippe Geluck), Raymond Leblanc, le magicien de nos enfances : la grande aventure du journal Tintin, Paris, éditions de Fallois, 2006 (ISBN 2877066037, lire en ligne).
- Jean-Louis Lechat, Le Lombard. L'Aventure sans fin - TOME I - 1946-1969, Le Lombard, 1996.
- Jean-Louis Lechat, Le Lombard. L'Aventure sans fin - TOME II - 1970-1996, Le Lombard, 2006.
- Patrick Gaumer, Le Lombard. L'Aventure sans fin - TOME III - 1996-2006, Le Lombard, 2006.
- Daniel Couvreur et Paulette Smets, Belvision : « Le Hollywood européen du dessin animé », Bruxelles, Le Lombard, 2013, 256 p. (ISBN 9782803631216).

Articles de presse
- Ariel Herbez, « Le Lombard, 60 ans d'édition mythique », Le Temps,‎ 26 septembre 2006.
- Sylvain Cormier, « Les 60 ans des Éditions du Lombard. Le navire amiral de la bédé a fière allure », Le Devoir,‎ 14 octobre 2006.
- Daniel Couvreur, « Du petit au grand reporter », Le Soir,‎ 26 septembre 2006.